# Sceny z życia małżeńskiego
Sceny z życia małżeńskiego (oryg. Scener ur ett äktenskap) – film z 1973 roku, w reżyserii Ingmara Bergmana.

## Obsada
- Liv Ullmann jako Marianne
- Erland Josephson jako Johan
- Bibi Andersson jako Katarina
- Jan Malmsjö jako Peter
- Gunnel Lindblom jako Eva
- Anita Wall jako Fru Palm
- Barbro Hiort af Ornäs jako Fru Jacobi
- Lena Bergman jako Karin, siostra Evy
- Wenche Foss jako Modern
- Rossana Mariano jako Eva (w wieku 12 lat)
- Bertil Norström jako Arne

## Nagrody
Złote Globy 1975:
- najlepszy film zagraniczny

Włoska Akademia Filmowa 1975:
- David di Donatello dla najlepszej aktorki zagranicznej (Liv Ullmann)

Amerykańskie Stowarzyszenie Krytyków Filmowych 1975:
- NSFC
  - najlepszy film
  - najlepsza aktorka (Liv Ullmann)
  - najlepsza aktorka drugoplanowa (Bibi Andersson)
  - najlepszy scenariusz (Ingmar Bergman)

Nagroda Stowarzyszenia Nowojorskich Krytyków Filmowych 1974:
- NYFCC
  - najlepsza aktorka (Liv Ullmann)
  - najlepszy scenariusz (Ingmar Bergman)